# مالایی کریشنا
مالایی کریشنا (نام کامل Somanahalli Mallaiah Krishna. S. M. Krishna)، (زاده ۱ مه ۱۹۳۲ – درگذشته ۱۰ دسامبر ۲۰۲۴) یک سیاستمدار اهل هند بود. وی سال ۲۰۰۹ تا اکتبر ۲۰۱۲ وزیر امور خارجه هند بود. او دهمین وزیر ارشد کرناتکه از سال ۱۹۹۹ تا ۲۰۰۴ و نوزدهمین فرماندار مهاراشترا از سال ۲۰۰۴ تا ۲۰۰۸ بود. مالایی کریشنا به عنوان رئیس کرناتکه ویدهانا سودا از دسامبر ۱۹۸۹ تا ژانویه ۱۹۹۳ خدمت کرد. کریشنا از ۱۹۷۱ تا ۲۰۱۴ به‌طور گسترده‌ای تلاش کرد با قرار دادن بنگالورو در نقشه جهان و ساختن پایه‌ای برای تبدیل شدن آن به یک مرکز فناوری اطلاعات در دوران تصدی‌اش به عنوان وزیر ارشد، اعتبار کسب کند. در سال ۲۰۲۳، کریشنا جایزه پاما ویبهوشان، دومین جایزه عالی غیرنظامی هند را دریافت کرد.
مالایی کریشنا در ۱۰ دسامبر ۲۰۲۴، بعد از یک دوره طولانی بیماری در سن ۹۲ سالگی درگذشت.

## اریکه و کرسی‌ها
- عضو مجلس مقننه ایالت کارناتکا ۱۹۶۲–۱۹۶۷
- عضو هیئت نمایندگی پارلمانی هند به کشورهای مشترک‌المنافع
- کنفرانس پارلمانی، نیوزیلند، ۱۹۶۵
- عضو مجلس لوک سبها ۱۹۷۱–۱۹۷۶
- لوک سبها ۱۹۸۰–۱۹۸۴
- کارناتاکا ۱۹۷۲–۱۹۷۷
- وزیر بازرگانی و صنایع و امور مجلس، دولت کارناتاکا ۱۹۷۲–۱۹۷۷
- عضو، هیئت نمایندگی هند در سازمان ملل متحد، ۱۹۸۲
- اتحادیه وزیر خارجه صنعت ۱۹۸۳–۱۹۸۴
- اتحادیه وزیر امور مالی ۱۹۸۴–۱۹۸۵
- عضو، کارناتاکا مجلس قانونگذاری ۱۹۸۹–۱۹۹۲
- سخنگوی، مجلس مقننه ایالت کارناتکا ۱۹۸۹–۱۹۹۳
- نماینده اعزامی به سمینار مشترک‌المنافع پارلمانی وزیر، در غرب انگلستان در ماه مارس سال ۱۹۹۰
- معاون وزیر کارناتاکا، ۱۹۹۲–۱۹۹۴
- در آوریل ۱۹۹۶ نماینده راجها سبا انتخاب شد
- وزیر کارناتاکا اکتبر ۱۹۹۹–۲۰۰۴
- دوباره انتخاب شده به مجلس قانونگذاری کارناتاکا: ۲۰۰۴
- فرماندار، ماهاراشترا در: ۲۰۰۴–۲۰۰۸
- وزیر امور خارجه هندوستان، دولت هند: ۲۲ خرداد ۲۰۰۹ تا تاریخ

## سفرهای خارجی
1. سفر به آمریکا ۱۱–۱۴ ژوئن گفتگوه‌های استراتژیک – آمریکا
2. اسرائیل ۹–۱۲ جون ۲۰۱۲ - بیت اللحم
3. کوبا ۲۰ ژوئن ۲۰۱۲
4. ]]امارات متحده]] ۲۲ ژوین ۲۰۱۲
5. تاجیکستان ۲–۳ ژوئیه (۱۲–۱۳ تیرماه ۹۱)
6. کمبودیا – پنوم پن – ۸ ژوئیه ۲۰۱۲ آسه آن
7. سفر به تاجیکستان دوم ژوئیه ۲۰۱۲
8. سفر به ژاپن ۷–۹ ژوئیه ۲۰۱۲ اجلاس افغانستان

.